# Crataegus penita
Crataegus penita är en rosväxtart som beskrevs av Chauncey Delos Beadle. Crataegus penita ingår i Hagtornssläktet som ingår i familjen rosväxter. Inga underarter finns listade i Catalogue of Life.